# Adama Sylla
Pour les articles homonymes, voir Sylla (homonymie).
Adama Sylla, né en 1934 en Casamance, dans la ville de Kolda, est l'un des précurseurs de la photographie au Sénégal dans les années 1950.

## Biographie

### Enfance et débuts
Adama Sylla arrive enfant à Saint-Louis du Sénégal, alors commune française, qu'il n'a plus jamais quitté.
En 1956, il étudie à Saint-Louis puis suit une formation professionnelle en architecture à Dakar. La même année, il devient assistant du conservateur au service de muséologie et muséographie du Musée de la Mer – Gorée. Il vit encore à Saint-Louis, où il continue d'exercer.

### Carrière
Adama Sylla commence la photographie dans les années 1950 au Sénégal. C'est principalement sur les trois décennies 1960, 1970 et 1980 qu'il tient son studio sur la Langue de Barbarie à Saint-Louis du Sénégal, dans le quartier des pêcheurs tout en travaillant au Centre de Recherche et de Documentation du Sénégal (CRDS) de Saint-Louis,.
En 1957, il est assistant du conservateur à l’Institut Français d’Afrique Noire (IFAN) à Saint-Louis. Il commence la photographie, à la Maison des Jeunes et au labo du musée.
Il photographie la réalité de l'Afrique de l'ouest, et plus précisément de l'ancienne capitale de l'Afrique-Occidentale Française (AOF), Saint-Louis. Il photographie les notables, les pêcheurs, les femmes, les familles, le patrimoine, l'évolution du littoral, les animaux d'élevage, répondant à des commandes ou à sa recherche documentaire personnelle.
Formé au cinéma-vérité par Jean Rouch, il voit la nécessité de documenter, d'archiver, de laisser un témoignage pour l'avenir. Formellement, les photos révèlent une grande liberté d'approche, le photographe ayant pour seule préoccupation de fixer le réel, sans recherche de mise en scène qui viendrait perturber le regard. Hors-champ et champ coexistent sur le même cliché, parfois impossibles à distinguer.
Adama Sylla documente Saint-Louis durant quatre décennies, le doyen Sylla s'est consacré dans une période plus tardive, à la peinture à l'huile. Il peint le patrimoine, la faune locale, l'architecture. Ses toiles figuratives répondent à un souci de mise en forme.
Les photographies d'Adama Sylla sont exposées au Sénégal, en France et elles continuent de circuler dans le monde.

## Réalisations
En 1964, il suit une formation polyvalente au Musée de l’Homme à Paris comprenant la muséologie, la muséographie, l’ethnographie, le dessin, la photo (dont il apprend les techniques : la photographie de mode, de macro, de presse, etc.) et l’ethnomusicologie. Il fait la découverte du mouvement du « cinéma-vérité » auprès de Jean Rouch. Il devient membre et retourne défendre un devoir ancestral au CRDS (Centre de Recherche et de Documentation du Sénégal à Saint-Louis).
En 1965, il ouvre un studio photo à Saint-Louis, à Guet Ndar, dans le quartier des pêcheurs sur la Langue de Barbarie.
En 1966, il est le photographe du 1er Festival Mondial des Arts Nègres.
Il prend, en 1992, sa retraite de conservateur des archives du musée du CRDS de Saint-Louis et contribue quatre ans plus tard à L’Anthologie de la photographie africaine (Prix Nadar, 1998), publié par La Revue Noire, à l’initiative de Frédérique Chapuis.
Au terme de plusieurs années de documentation photographique, en 2023, Adama Sylla présente Mécanique poétique, le premier volet de l'exposition la plus importante de ses clichés en Europe. En 2024, le second volet intitulé L'Histoire de demain constitue une grande étape dans l'internationalisation du travail du doyen photographe partant de Tunisie.

## Œuvres et expositions

### Expositions
- 2017: Adama Sylla, doyen photographe et collectionneur, commissariat Aziza Harmel. Studio Rokhaya, Saint-Louis du Sénégal[17].

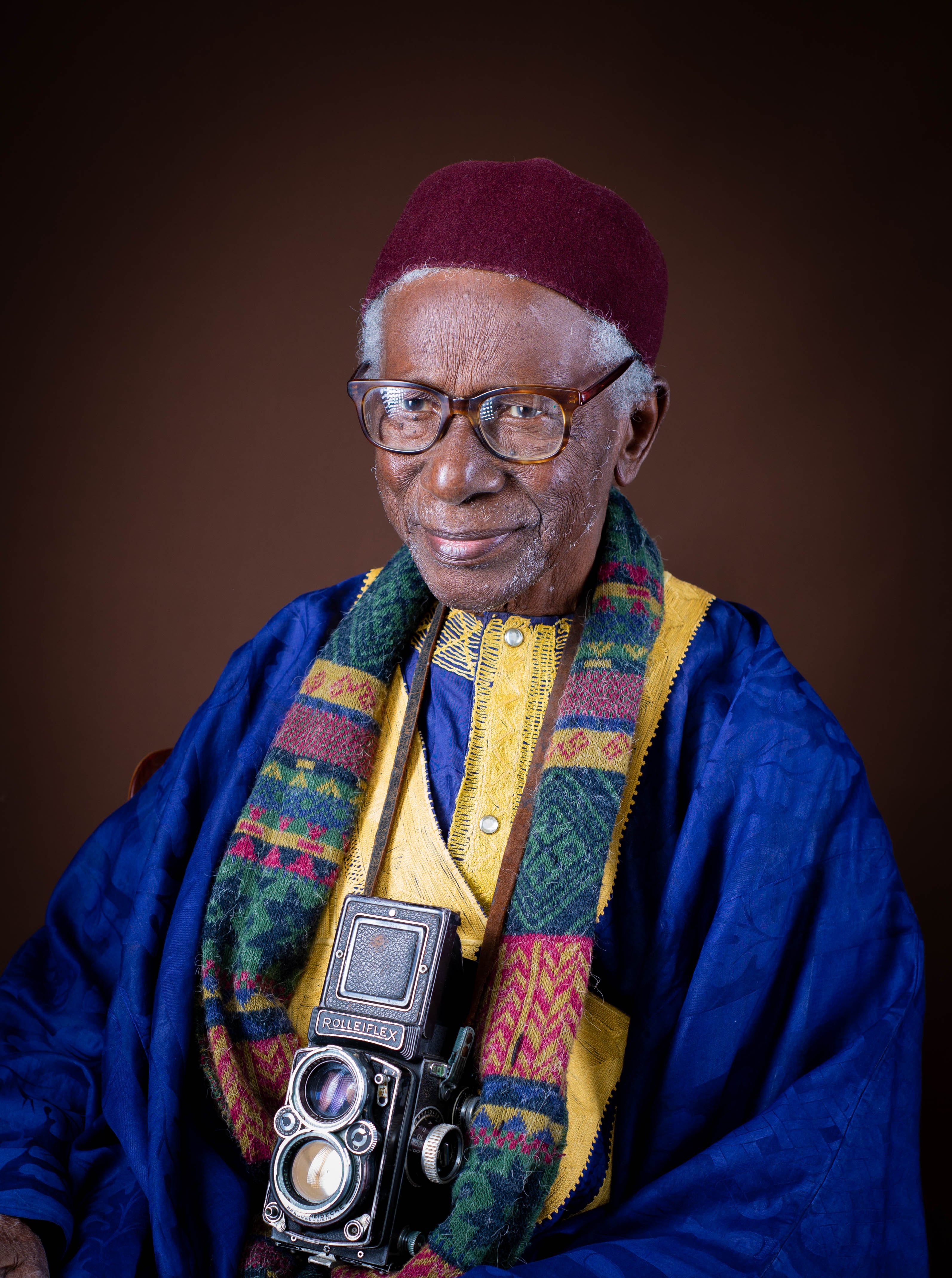
Portrait de l'artiste photographe Adama Sylla.

- 2019: Saint-Louis au Studio, commissariat Frédérique Chapuis. Galerie du Fleuve de l’Institut français de Saint-Louis du Sénégal[18].
- 2020: Saint-Louis au Studio 2, commissariat Frédérique Chapuis et Alioune Banda Fall. Musée de la femme, Henriette Bathily, Dakar[19].
- 2021: Adama au studio – Photographies Adama Sylla, Éva Diallo, commissariat Frédérique Chapuis. Regard Sud Galerie, Lyon[20].
- 2023: Mécanique poétique d’Adama Sylla, avec l’intervention sous-verre d’Ilyes Messaoudi, commissariat Ange-Frédéric Koffi. Galerie Talmart et Galerie La La Lande, Paris. Salon AKAA – Paris / Galerie Talmart. Solo show[21],[3].
- 2024: L’histoire de demain d’Adama Sylla, 32Bis, Tunis. An Eye on Youth by Adama Sylla, commissariat Yeocheva Gabbay. T.ZED Warehouse, Dubaï[22],[23],[24].

### Ouvrages
- 2024: L'Histoire de demain, éditions Lalla Hadria, Tunisie ( (ISBN 9789938971606))[25]